# Bernat Fenollar
Bernart Fenollar, (Penáguila, 1438 - Valencia, 1516). Eclesiástico y poeta valenciano, jugador de ajedrez del Reino de Valencia.

## Biografía
Formó parte de la Escuela Satírica Valenciana. Fue secretario del certamen poético del año 1474 y le es atribuida la edición de la recopilación de las obras presentadas al certamen Obres e trobes.
La tertulia más importante de valencia se reunía en su casa, formada por Santiago Gassull, Juan Moreno, Baltasar Portillo, Narciso Vinyoles, etc. La mayoría de su producción poética forma parte de obras conjuntas con otros autores, como por ejemplo, Lo procés de les olives de 1497, Lo Passi en cobles de 1493.
Algunos de sus debates poéticos se reúnen en el Cancionero General de 1511 con Hernando del Castillo. Y junto a Jeroni Pau escribió Regla d'esquivar vocables e mots grossers i pagesívols.
Quizás lo más curioso de su producción literaria es su intervención en el poema Scachs d'amor, en colaboración con Francisco de Castellví y Vic y Narciso de Vinyoles. Fenollar expresa con gracia, elegancia y gran ingenio el lanze de cada jugada.